# Belvedere (Londen)
Belvedere is een wijk in het Londense bestuurlijk gebied Bexley, in het zuidoosten van de regio Groot-Londen.

## Verkeer en vervoer
De wijk heeft een gelijknamig spoorwegstation.